# Кампо-Араньюэло
Ка́мпо-Араньюэ́ло (исп. Campo Arañuelo)  — район (комарка) в Испании, входит в провинцию Касерес в составе автономного сообщества Эстремадура.

## Муниципалитеты
1. Альмарас
2. Баркилья-де-Пинарес
3. Ла-Басагона
4. Бельвис-де-Монрой
5. Касас-де-Бельвис
6. Касас-де-Миравете
7. Касатехада
8. Делейтоса
9. Игера-де-Альбалат
10. Махадас
11. Мильянес
12. Миравете
13. Навальмораль-де-ла-Мата
14. Пуэблонуэво-де-Мирамонтес
15. Романгордо
16. Росалехо
17. Санта-Мария-де-лас-Ломас
18. Сауседилья
19. Серрехон
20. Талаюэла
21. Тьетар
22. Ториль
23. Вальдеункар